# Boxee
Boxee var en gratis media center-mjukvara (mediaspelare) med några unika nätgemenskapfunktioner och ett grafiskt användargränssnitt som var avsett för användning på en storbilds-TV hemma i vardagsrummet med en fjärrkontroll. Boxee var delvis baserad på öppen källkod ifrån XBMC Media Center vilket är fri programvara som Boxee-mjukvaran använder som en grundläggande bas för sin GUI och mediaspelare. Boxees programvara marknadsfördes som den första "Social Media Center"-mjukvaran någonsin. Detta syftade på att Boxee ger alla användare tillgång till ett nätgemenskap där de kan genom interaktion kunde visa andra Boxee-användare som de är vänner med, se vad de lyssnar eller ser på i Boxee och även aktivt välja att rekommendera en specifik sång, film, TV-program, och annan video eller musikstycke till sina vänner.
Den allra första alfaversionen av Boxee blev tillgänglig för allmän nerladdning den 16 juni 2008, och den versionen var då bara för Mac OS X. Därefter kom stöd för Linux, och senare även för Windows.
Boxee utvecklade en dedikerad digitalbox i samarbete med D-Link, "Boxee Box by D-Link", som var den första enheten under varumärket "Powered by Boxee", samt en liknande mediespelarenhet kallad "Iomega TV med Boxee" (tillgänglig i Storbritannien och Europa) i samarbete med Iomega och en 46-tums högupplöst TV från ViewSonic med integrerad Boxee-programvara.
I april 2011 offentliggjordes det att Boxee hade brutit mot villkoren i GPL genom hur de använde öppen källkod. Enligt GPLv3, som styrde mjukvaran i enhetens firmware, måste användarna ha möjlighet att installera om modifieringar på enheten. Boxee erkände att mjukvaran ingick i varje enhet, men uppgav att deras finansiella avtal med andra företag var i fara om de följde reglerna. Trots stor användarmissnöje ändrade Boxee inte sin inställning.
Den 31 oktober 2012 publicerade Boxee ett uttalande på sin webbplats där de meddelade att de var tvungna att välja mellan att släppa en hackbar enhet eller en som var kommersiellt gångbar med premiuminnehåll.
Kort därefter släpptes sista versionen av programvaran till Windows, Linux och Mac.. D-Links Boxee Box nådde end of life 25 maj 2014 och fick sin sista uppdatering två år senare. 2024 finns fortfarnde ett litet community som sprider tips om hur Boxee och Boxee Box:en kan hållas vid liv..